# Karelens historie
Karelens historie angår det kulturelle og geopolitiske område Karelen i det nuværende Finland og det nordvestlige Rusland. Området blev tidligt omtvistet af Sverige og Novgorod. Republikken Novgorod regnede Karelen blandt sine besiddelser, og det var først i 1293, at den sydvestre del af landskabet takket være Torgils Knutsson lagdes under Sverige. Gennem freden i Nöteborg 1323 blev til Sverige formelt afstået landet vest for en grænselinje trukket fra Systerbäck til Saijokis udmunding i Vuoksen og derfra til det sydlige Saima. Vyborg blev hovedstad i det svenske område. Men størstedelen af landskabet forblev under Novgorod, og dets befolkning antog med tiden alment den græsk-ortodokse lære. Hovedkraften bag det græsk-ortodokse missionsarbejde blev klostrene Valamo, som angives at være grundlagt år 992, og Konevits, anlagt år 1393, begge i Ladoga. Kexholm, hvor der allerede i hedningetiden synes at have været befæstninger, var såvel i militær som i administrativ henseende centrum. I egnene omkring Ladoga var en talrigere befolkning bofast, mens derimod det nordlige Karelen var næsten ganske øde og alene besøgtes i forbindelse med jagt og fiskeri eller tilfældigt svedjebrug.

## Hærget af krige
Under de følgende århundreder var Karelen skuepladsen for vilde grænsefejder mellem Sverige og Novgorod, senere Moskva. Der rasede den såkaldte store russiske krig (1495–1497), efter hvis afslutning, med rimkrønikens udtryk, i Karelen og Savolax fandtes hverken hund, hane eller ko. Af mindre betydning var Gustav Vasas 2-årige krig med Rusland 1555–1557. Derimod blev den krig, som udbrød i begyndelsen af Johan 3.s regering, i 1570, skæbnesvanger for Karelen, som hjemsøgtes af uophørlige plyndringstog. Ved freden i Teusina 1595 fastsattes, med traktaten af 1323 som grundlag, grænsen mellem Sverige og Rusland nærmere. Under Gustaf 2. Adolfs russiske krig erobredes Kexholm 1611 af Jakob de la Gardie og Arvid Vildeman, og ved freden i Stolbova 1617 tilfaldt hele det grænsekarelske område Sverige.

## Svensk overhøjhed
Det for Sverige nyvundne område blev under navn af Kexholms län stillet under ledelse af statholderen i Kexholm, senere under generalguvernøren i Narva. Det ansås endnu at ligge uden for Finlands område, hvorfor dets indbyggere i almindelighed ikke havde ret til repræsentation ved de svenske rigsdage. Den svenske styrelse behandlede ikke den nyerhvervede provins med den forsigtighed og varsomhed, som havde været fornøden. Den halvt militære forvaltning, den slappe retsudøvelse og embedsmændenes tøjlesløse afpresninger øgede uafladeligt indbyggernes utilfredshed. Ikke mindre vanskeligheder bevirkede de religiøse forhold. Regeringens forsøg på at omvende befolkningen til lutheranismen strandede, hvorfor den såkaldte "gamla" tro fortsat var herskende, lige til de gamle indbyggere ved Karl 10.s russiske krig, 1656–1658, blev tvungne til at udvandre og blev erstattet med lutheranske nybyggere fra det vestre Finland. Siden da fandtes græsk-ortodokse bekendere kun i de østligste sogne. Under Dronning Kristinas regering blev området forlenet til mægtige adelsmænd, hvis forleninger først ved Karl 11.s reduktion vendte tilbage til kronen.

## Under russisk styre
Ved den store nordiske krig (1700–1721) indtrådte en ny omvæltning i landskabets forhold, i det størstedelen af det sydlige Karelen med byerne Vyborg, Kexholm og Sordavala ved freden i Nystad 1721 blev afstået til Rusland, mens derimod det nordlige Karelen forblev svensk besiddelse. Den til Rusland afståede del, som udvidedes ved freden i Åbo 1743, benævntes "Gamla Finland".
Ved en amalgamering af svenske og russiske love og institutioner, befolkningens opblanding med russiske elementer og bortforlening af en stor del af jorden til russere fik forholdene et delvist russisk præg, her under var nedadgående udvikling i materiel og åndelig henseende mærkbar. Det spredt beboede og kun i ringe grad opdyrkede nordlige Karelen udgjorde efter freden i Nystad en del af Kymmenegårds län, hvis höfding (lensmand) først residerede i Fredrikshamn, men efter 1743 i Lovisa. Ved 1775 års lensregulering udskiltes svensk Karelen og det nordlige Savolax fra Kymmenegårds län og blev stillet under en egen höfding, bosat i Kuopio. Gamla Finland genforenedes først to år efter freden i Fredrikshamn ved manifest af den 11. (23) december 1811 med det øvrige Finland. Helt frem til slutningen af 1800-tallet mærkedes i Karelen visse sociale, administrative og sproglige ejendommeligheder, opkomne ved russisk indflydelse.
I 1796 oprettedes Guvernement Arkhangelsk, og i 1801 oprettedes Guvernement Olonets, hvorved Karelen administrativt blev delt omtrent midt over.

## Karelen i slutningen af 1800-tallet
Karelen var i slutningen af 1800-tallet delt mellem 2 len, Kuopio län og Viborgs län, det førstnævnte omfattende 25,800 km2 og med 116.500 indbyggere i 1880, det andet 27.300 km2 og med 231.000 indbyggere. Den til Kuopio län hørende del kaldtes sædvanligvis Norra Karelen, den til Viborgs län hørende Södra Karelen. I administrativ henseende hørte til Norra Karelen 3 härad (herreder): Pielisjärvi, Libelits och Ilomants, med 15 länsmansdistrikt (lensmandsdistrikter), til Södra Karelen häraden (herrederne) Salmis, Sordavala, Kronoborg, Kexholm, Äyräpää og Stranda samt delvis Jääskis og Kymmene, med i alt 28 länsmansdistrikter. I retsmæssig henseende lød Karelen under Vyborgs hofrätt. Til Norra Karelen hørte domsagorna Libelits, Kides, Ilomants og Pielisjärvi, med 14 tingslag (tingsteder); i Södra Karelen var domsagornas navne de samme som häradens, med 28 tingslag. I kirkelig henseende hørte Norra Karelen til Kuopio stift, omfattende Karelens øvre og nedre provstier med 19 forsamlinger, Södra Karelen til Borgå stift med prostierne Sordavala, Kronoborg, Kexholm, Mohla og Vyborg samt dele af Jääskis og Fredrikshamn, i alt 36 forsamlinger. Inden for landskabet fandtes omkring 37.000 græsk-ortodokse, fordelte på 17 forsamlinger, og i Vyborg fandtes en romersk-katolsk forsamling med 159 medlemmer. Inden for landskabet lå byerne Vyborg, Kexholm, Sordavala, som hørte til Vyborgs län, og Joensuu, som tilhørte Kuopio län, samt en köping (handelsplads), Nurmis, i Kuopio län.
Tiden prægedes af en omfattende emigration østpå som følge af bristende arbejdsmuligheder på hjembygden, og en ikke ringe del af den i kirkebøgerne optagne befolkning opholdt sig i Rusland.
Den vigtigste næringsgren var jordbruget, som dog stod på et primitivt standpunkt som følge af almuens ringe vilje og bristende kundskaber. Det urgamle svedjebrug, som bestod i at man nedbrænder skovene og såede i asken, var endnu så udbredt, at i visse sogne mere end halvdelen af den årlige kornavl kom herfra. Alle forsøg på at formå almuen at afstå derfra havde vist sig forgæves. Også klimaets strenghed og ofte indtræffende nattefrost bidrog til at forhindre jordbrugets fremgang. Storskiftet var sent blevet indført og var endnu i 1880'erne ikke overalt gennemført. I Viborgs län indførtes under dette läns forening med Rusland donationssystemet, hvilket bragte bønderne i en slags livegenskab og berøvede dem vilje til en forbedret jordkultur. Efter, at donationsgodserne i 1880'erne var blevet opkøbte for statens regning, var vilkårene for reformer forbedrede. Jordudstykningen var drevet vidt, især i det sydlige Karelen. Foruden andre kornarter dyrkedes boghvede. Husdyrholdet var, især i de nordlige sogne Pielis, Nurmis og Juuga, inde i en fremgang. Karelerne lagde stor omsorg i behandlingen af deres heste. Heste blev udført i betydelige antal til Rusland, hvor de blev solgte til høje priser. Formandshvervet var endnu i 1860'erne en lønnende næringsgren, men aftog derefter som følge af de bedrede transportforhold. Sløjdkundskaben var ringe, så at end ikke det egne behov for husgeråd og redskaber kunne opfyldes.
Fabriksvirksomhed blev befordret ved de forbedrede transportforhold i det, at fabrikkernes produkter nu uden afbrydelse helt fra Pielisjärvi gennem Saima kanal kunne befordres til den Finske bugt, og den sydlige del af länet med Helsingfors–Riihimäki–Petersborg jernbanen stod i forbindelse med Ruslands daværende hovedstad. Inden for Karelen fandtes 12 jernværker, ved hvilke der skete en bearbejdning altovervejende af myremalm, som skaffedes fra søer og kær (myremalmsbehandlingen omtales allerede i Kalevala.) Videre fandtes et betydeligt antal større og mindre savværker, glasværker, teglværker og lignende.

## Karelerne vågner
Efter, at en national folkebevægelse på ny blev vækket til live under den første russiske revolution og denne bevægelse takket være russiske voldstiltag inden for kort tid blev undertrykt, indtrådte i Østkarelen (Fjernkarelen, svensk: Fjärr-Karelen) en længere periode med voldsom folkelig undertrykkelse. Først efter den russiske martsrevolution 1917 opstod en ny bevægelse med formål at frigøre Østkarelen fra Rusland. På et repræsentantmøde i Uhtua 12.–14. juli 1917 godkendtes et forslag til egen autonomi, men på et nyt møde den 27. januar 1918 i Uhtua og senere på andre steder besluttede karelerne i Viena for sig selv en tilslutning til Finland. Under foråret og sommeren 1918 gjorde sig samme bevægelse gældende i de fleste sogne i Aunus (Olonets). Som følge af begæringer om hjælp afsendtes allerede under frihedskrigen hjælpetropper fra Finland og Storbritannien til Karelen for at fordrive bolsjevikkerne. Den britiske 6. Royal Marines bataljon angreb den 28. august 1918 bolsjevikiske tropper i landsbyen Koikori som en del af en bred offensiv i Østkarelen for at sikre den britiske tilbagetrækning til Murmansk. Imidlertid blev oprørsstyrkerne og den finske invasionshær i oktober 1918 tvunget til at vende tilbage til Finland, og Østkarelen besattes af engelske tropper.

## Aunus-ekspeditionen
I Aunus opflammede frihedsbevægelsen på ny i foråret 1919. For at understøtte den overskred på anmodning fra karelerne frivillige finske tropper den 21. april 1919 grænsen og nåede på kort tid frem til Svir. En del af disse tropper nåede tillige til nærheden af Petrozavodsk. En midlertidig regering tog magten i Aunus, og den 5.–7. juni besluttede repræsentanter for Aunus’ kommune at træde ud af Rusland og tilslutte sig Finland. På grund af mangelfuld støtte fra Finland samt dårlig bevæbning måtte tropperne efterhånden vige for overlegne russiske styrker, og efter et større nederlag i juni skete en retræte til Finland, hvor flere tusinde flygtninge reddede sig fra den russiske sovjetregerings repressalier. Samme sommer erklærede 9 kommuner i Viena sig uafhængige af Sovjetunionen, men i foråret 1920 efter den nordrussiske kontrarevolutionære regerings fald tog sovjetmyndighederne uden større kampe kontrollen, da hjælp fra Finland næsten helt og holdent udeblev. Kun Repola og Porajärvi kommuner, der tidligere havde proklameret deres tilslutning til Finland, blev, efter at den finske regering havde taget dem under sin beskyttelse, besatte af finske regeringstropper. Også disse kommuner rømmedes imidlertid 1920 efter freden i Dorpat (Tartu).

## Sovjetkarelen oprettes
Ved et dekret af 7. juni 1920 oprettede den alrussiske eksekutivkomité den "Karelske Arbejderkommune" (russisk: Karelskaja trudovaja kommuna). Ved fredsaftalen i Dorpat den 14. oktober 1920 mellem Finland og Sovjetunionen lovede sovjetregeringen for Østkarelens karelske befolkning, som skulle nyde national selvbestemmelsesret, en omfattende autonomi. Den karelske arbejderkommune blev omdannet til den autonom karelsk socialistisk sovjetrepublik (Karelske ASSR) den 25. juli 1923, som en del af Unionen af Socialistiske Sovjetrepublikker. Da sovjetstyret imidlertid sveg sine løfter og styret blev hårdere, opstod i november 1921 en antisovjetisk folkerejsning i Østkarelen. Frivillige tropper fra Finland invaderede Sovjetunionen, men i foråret 1922 blev disse tillige med de karelske oprørere slået tilbage af Den Røde Hær og vendte tilbage til Finland sammen med omkring 10.000 karelske oprørere.
Allerede 1921 vendte Finlands regering sig til Folkeforbundet for at udvirke dettes bistand til sikringen af de til Østkarelen i Dorpat lovede rettigheder. For virkeliggørelsen af disse rettigheder og især af selvbestemmelsesretten arbejdede frem for alt den karelske udlandsdelegation, der repræsenterede den landflygtige østkarelske regering, som opholdt sig i Finland. Men selv efter langvarige forhandlinger gennem flere år kom der intet ud af disse bestræbelser.

## Kampen om Karelen under 2. verdenskrig
Under 2. verdenskrig blev Karelen atter skueplads for voldsomme kampe. Da fredstraktaten i Moskva blev indgået som afslutning på vinterkrigen 1940 kom mere end halvdelen af Vestkarelen under Sovjetunionens kontrol og indlemmedes i Karelske ASSR. Omtrent 400.000 finner blev tvangsforflyttet til andre steder i Finland. Vinterkrigen og den sovjetiske ekspansion forårsagede stor bitterhed i Finland, som mistede sin da næststørste by, Vyborg, sine industrier ved floden Vuoksen, Saima kanal (nedre løb) som forbandt det centrale Finland med Finske Bugt, adgang til fiskemulighederne i Ladoga samt gjorde en ottendedel af landets indbyggere til flygtninge uden mulighed for at vende tilbage.
Under fortsættelseskrigen indtog finnerne i samarbejde med Nazityskland atter de afståede områder og størstedelen af Østkarelen og holdt området i tre år. Landet administreredes af den Finske Militærforvaltning, som havde sæde i Petroskoi, og blandt virkningerne af den finske kontrol over området var en omfattende finsk sproglig og etnografisk forskning. Den Finske Militærforvaltning afskaffede under sin tid hele det kollektive kolchossystemet i Østkarelen og genindførte private landbrug. Skole- og retsvæsen blev omformet efter finsk forbillede. Administrationen blev forestået under ledelse af en rådgivende forsamling og udvalgte repræsentanter for den stedlige befolkning. Den samlede befolkning blev opgjort til blot hen ved 90.000 indbyggere, fortrinsvis kvinder, børn og unge samt oldinge. Størstedelen af befolkningen formodedes at være tvangsevakueret eller flygtet.
I 1941 vedtog befolkningen i Karelen den 20. juli 1941 på et møde i Vuokkiniemi en selvstændighedsproklamation, hvor man tilkendegav sit ønske om sammenslutning med Finland og appellerede til de magter, der skulle skabe et nyt Europa om hjælp. I udtalelsen, der blev underskrevet af den Karelske Frihedsbevægelses ledelse, hed det blandt andet:
"Den uretfærdighed og den bundløse ulykke, som Karelens folk under århundreder har måttet udstå, skal nu sones. Vi kræver vor frihed og vi fordrer, at sammen med vore finske brødre få mulighed for at opbygge et stærkt og livsdueligt finsk rige."
Men folkenes vilje og ønsker betød intet for krigens sejrherrer. Efter, at Finland havde måttet indgå en ny våbenstilstandsaftale med Sovjetunionen, specificeredes de nye grænser ved forhandlingerne i Paris i 1947.

## Fra 2. verdenskrigs afslutning til Sovjetunionens sammenbrud
Karelske ASSR blev straks efter Vinterkrigens afslutning omdøbt til Karelsk-finske SSR. Republikkens formelt selvstændige stilling varede til 1956, hvor navnet atter ændredes til Karelske ASSR.
I 1945 blev hele det Karelske næs udskilt fra Karelen og indlemmet i Leningrad oblast.

## Efter Sovjetunionens opløsning
Efter Sovjetunionens opløsning 1991 blev den Karelske ASSR omdannet til Republikken Karelen. Tilhørsforholdet under Rusland forblev uændret.
Ifølge oplysninger i august 2007 skulle Boris Jeltsin i slutningen af 1991 skulle have tilbudt Finland at købe de dele af Karelen tilbage, som var blevet afstået under krigen, men den daværende præsident Mauno Koivisto takkede nej, da prisen angivelig var for høj!

## Områder af Karelen afståede af Finland efter 2. verdenskrig
Den grænse, som Karelen fik ved afslutningen af 2. verdenskrig, mindede om grænsen under Peter den Store fastsat ved Freden i Nystad i 1721 ved afslutningen af den Store Nordiske Krig. I forhold til grænsedragningen fra Freden i Tartu 1920, overlod Finland 39 landkommuner, köpingarna Björkö og Lahdenpohja samt byerne Kexholm, Sordavala og Vyborg.
De tilbageværende dele af Jääskis, Korpiselkä, Pälkjärvi, Säkkijärvi og Vahviala forenedes efter krigen med andre finske kommuner.
Af de tilbageværende dele af Karelen, det vil sige det, som blev tilbage af Vyborgs län, dannedes Kymmene län (den del af Korpiselkä kommune, som blev tilbage i Finland, blev lagt til Kuopio län), som på sin side forenedes med Södra Finlands län i 1997. Det nye landskab Norra Karelen befinder sig i Östra Finlands län.
I Sovjetunionen dannedes i 1920 den Karelska Arbejderkommune og i 1923 den Karelska Autonome Socialistiske Sovjet-Republik (Karelske ASSR), som straks efter vinterkrigens afslutning omdøbtes til Karelsk-finske SSR. Sovjetrepublikkens autonome stilling ophørte i 1956. Da Sovjetunionen opløstes 1991, kom Østre Karelen til at delvist tilhøre Rusland til trods for, at der overvejedes fuld selvstændighed. I dag kaldes regionen for den Karelske Republik.
I 1945 forenedes det Karelske næs med Leningrad oblast.

### Karelske kommuner, köpingar og städer der blev en del af Leningrad oblast:[8]
| Kommun                | Areal i km² | Indbyggere 1.1.1939 |
| --------------------- | ----------- | ------------------- |
| Björkö                | 23,3        | 2.257               |
| Björkö landkommune    | 280,3       | 8.658               |
| Harlu                 | 252,6       | 7.158               |
| Heinjoki              | 323,1       | 3.632               |
| Hiitola               | 423,2       | 7.737               |
| Hogland               | 20,7        | 746                 |
| Impilahti             | 904,3       | 12.891              |
| Jakimvaara            | 501,9       | 8.398               |
| Kanneljärvi           | 246,3       | 3.552               |
| Kaukola               | 267,8       | 4.042               |
| Kirvus                | 650,9       | 8.100               |
| Kivinebb              | 632,9       | 9.932               |
| Kuolemajärvi          | 367,4       | 5.454               |
| Kurkijoki             | 536,0       | 9.589               |
| Kexholms landkommune  | 140,4       | 5.418               |
| Kexholm               | 12,5        | 3.989               |
| Lahdenpohja           | 5,3         | 1.928               |
| Lövskär               | 15,3        | 1.055               |
| Lumivaara             | 292,4       | 4.844               |
| Metsäpirtti           | 186,9       | 4.708               |
| Muolaa                | 654,7       | 11.530              |
| Nykyrka               | 604,6       | 9.901               |
| Pyhäjärvi             | 546,4       | 7.754               |
| Rautus                | 339,6       | 5.989               |
| Ruskeala              | 412,9       | 6.602               |
| Räisälä               | 403,1       | 7.803               |
| Sakkola               | 349,4       | 5.993               |
| Salmis                | 1402,1      | 12.620              |
| Seitskär              | 4,2         | 682                 |
| Soanlahti             | 448,4       | 2.385               |
| Sordavala             | 1,4         | 4.253               |
| Sordavala landkommune | 666,8       | 20.797              |
| Sankt Andree          | 486,4       | 8.696               |
| Sankt Johannes        | 217,6       | 6.377               |
| Suistamo              | 1516,0      | 8.141               |
| Suojärvi              | 3474,3      | 14.672              |
| Terijoki              | 121,9       | 7.372               |
| Tytterskär            | 8,3         | 454                 |
| Valkjärvi             | 399,6       | 7.820               |
| Vyborg                | 100,0       | 72.680              |
| Vyborg landkommune    | 585,9       | 16.240              |
| Vuoksela              | 135,9       | 2.786               |
| Vuoksenranta          | 270,6       | 3.308               |
| Äyräpää               | 186,6       | 5.739               |

### Delvis overladte karelske kommuner
| Kommun     | Areal i km² | Indbyggere 1.1.1939 |
| ---------- | ----------- | ------------------- |
| Ilomants   | 1489,3      | 12.256              |
| Jääskis    | 355,5       | 20.312              |
| Kides      | 122,0       | 11.874              |
| Korpiselkä | 1267,0      | 3.470               |
| Lappvesi   |             |                     |
| Nuijamaa   | 178,4       | 4.102               |
| Parikkala  | 199,3       | 10.186              |
| Pälkjärvi  | 199,1       | 1.953               |
| Rautjärvi  | 198,9       | 5.788               |
| Ruokolax   | 3,7         | 24.087              |
| Saari      | 29,9        | 3.738               |
| Simpele    | 28,8        | 2.538               |
| Säkkijärvi | 448,7       | 7.625               |
| Tohmajärvi |             |                     |
| Uguniemi   | 437,5       | 5.605               |
| Vahviala   | 280,0       | 5.973               |
| Veckelax   |             |                     |
| Vederlax   | 108,0       | 7.325               |
| Värtsilä   | 216,2       | 6.355               |
| Ylämaa     | 12,2        | 3.117               |